# Литвиненко (мінісеріал)
«Литвиненко» (англ. Litvinenko) — британський чотирисерійний мінісеріал про Олександра Литвиненка, прем'єра якого відбулася 15 грудня 2022 року. Головну роль зіграв Девід Теннант.

## Сюжет
Головний герой мінісеріалу — Олександр Литвиненко, колишній агент радянських і російських спецслужб, який помер в результаті отруєння полонієм у Лондоні в 2006.

## В ролях
- Девід Теннант — Олександр Литвиненко
- Маргарита Левієва[2] — Марина Литвиненко
- Марк Боннар — Клайв Тіммонс, офіцер Скотленд-Ярду
- Ніл Мескел — Брент Хаятт, офіцер Скотленд-Ярду

## Виробництво та прем'єра
Проект анонсували восени 2021 року. Виробництвом зайнялася корпорація ITV. Міні-серіал включає чотири епізоди, сценарій написав Джордж Кей. Роль Литвиненка отримав Девід Теннант. Зйомки почалися в Лондоні в жовтні 2021. Прем'єра шоу відбулася у грудні 2022 року.